# Етрепи
Етрепи (фр. Etrepy) насеље је и општина у североисточној Француској у региону Шампањ-Арден, у департману Марна која припада префектури Витри ле Франсоа.
По подацима из 2011. године у општини је живело 135 становника, а густина насељености је износила 17,69 становника/km². Општина се простире на површини од 7,63 km². Налази се на средњој надморској висини од 130 метара.

## Демографија
| 1962. | 1968. | 1975. | 1982. | 1990. | 1999. | 2011. |
| ----- | ----- | ----- | ----- | ----- | ----- | ----- |
| 159   | 175   | 152   | 151   | 156   | 141   | 135   |

График промене броја становника у току последњих година